# August Burns Red
August Burns Red is een Amerikaanse metalcoreband uit Lancaster, Pennsylvania. De lineup bestaat uit de gitaristen John Benjamin "JB" Brubaker en Brent Rambler, drummer Matt Greiner, zanger Jake Luhrs, en bassist Dustin Davidson. De band werd zowel in 2016 als 2018 genomineerd voor een Grammy Award in de categorie "Best Metal Performance"; eerst voor het nummer "Identity" van het album Found in far away places dat uitkwam in 2015, en de tweede keer voor het nummer "Invisible enemy" van het album Phantom anthem uit 2017.

## Biografie
August Burns Red werd opgericht in maart 2003. Alle leden zaten op dat moment nog op de middelbare school. De bandrepetities begonnen in de kelder van leadgitarist JB Brubaker. Na enkele optredens in en rondom Lancaster namen ze hun eerste ep op. De ep Looks fragile after all kwam uit in 2004. Na de ep vertrok vocalist Jon Hershey en nam Josh McMannes het over. Na maanden spelen met McMannes tekende August Burns Red in 2005 een contract met platenmaatschappij Solid State Records, en op 6 november 2005 kwam hun debuutalbum Thrill seeker uit. Hun grote doorbraak kwam er in 2007 na het uitbrengen van hun album Messengers. In de jaren die volgden deed de band verscheidene tours doorheen Amerika en Europa.
In 2014 tekende de band bij Fearless Records.

## Bandnaam
August Burns Red verklaart hun bandnaam uit een incident dat de eerste vocalist Jon Hersey ooit meemaakte. Toen Jon Hershey, net voor dat hij bij de band kwam, de relatie verbrak met zijn vriendin August, werd ze zo kwaad dat ze Jons Ierse setter Redd levend in het hondenhok verbrandde. De plaatselijke krant meldde de volgende dag: "August Burns Redd".

## Bezetting
- Jake Luhrs (zang)
- JB Brubaker (gitaar)
- Brent Rambler (gitaar)
- Dustin Davidson (basgitaar)
- Matt Greiner (drums)

### Voormalige bandleden
- Jon Hershey
- Josh McManness
- Jordan Tuscan

## Discografie

### Studioalbums
- Thrill Seeker (2005)
- Messengers (2007)
- Constellations (2009)
- Leveler (2011)
- August Burns Red Presents: Sleddin' Hill (2012)
- Rescue & Restore (2013)
- Found in Far Away Places (2015)
- Phantom Anthem (2017)
- Guardians (2020)
- Death Below (2023)

### Livealbums
- Home (2010)

### Ep's
- Looks fragile after all (2004)
- Lost messengers: The outtakes (2009)
- Four Minutes Being Cool (2013) (Split met Silverstein)
- Winter Wilderness (2018)
- Phantom Sessions (2019)